# Олимпијски комитет Србије и Црне Горе
Олимпијски комитет Србије и Црне Горе (ОКСЦГ) је био непрофитабилна организација која је представљала Србију и Црну Гору и њене спортисте код Међународног олимпијског комитета (МОК).
Олимпијски комитет Србије и Црне Горе настао је промјеном имена Југословенског олимпијског комитета априла 2003. године на сједници Скупштине Југословенског олимпијског комитета. До измјене назива дошло је у складу са промјенама које су настале усвајањем Уставне повеље и стварањем нове државне заједнице Србија и Црне Гора. Сједници је присуствовало 64 представника спортских савеза (од 81), а за промјену имена је гласало 63 члана Скупштине.
Са распадом ДЗ Србија и Црна Гора основан је један нови комитет и обновљен један, Олимпијски комитет Србије, који је основан 1910.

## Настали из ОКСЦГ
- Олимпијски комитет Србије (1910−1918, 2006)
- Црногорски олимпијски комитет (2006)